# Свистун садовий
Свистун садовий (Pachycephala arctitorquis) — вид горобцеподібних птахів родини свистунових (Pachycephalidae). Ендемік Індонезії.

## Опис
Довжина птаха становить 14 см, вага 24 г. Виду притаманний статевий диморфізм. У самців тім'я, скроні і потилиця чорні. Верхня частина тіла сіра, нижна частина тіла білувата. На грудях проходить чорна смуга. На крилах і хвості темно-коричневі пера. У самиці голова і верхня частина тіла рудувато-коричневі, горло білувате, нижня частина тіла кремова, поцяткована темними смужками. У садових свистунів дзьоби чорні, очі червонувато-карі.

## Підвиди
Виділяють три підвиди:
- P. a. kebirensis Meyer, AB, 1884 — східні Малі Зондські острови;
- P. a. arctitorquis Sclater, PL, 1883 — Танімбарські острови;
- P. a. tianduana Hartert, E, 1901 — острови Таянду[en].

## Поширення і екологія
Садові свистуни є ендеміками Малих Зондських островів. Вони живуть в тропічних вологих і мангрових лісах, в садах, парках і на плантаціях.